# Terciari
El període Terciari és una antiga subdivisió del temps geològic, que abasta el temps des de la fi del Cretaci, fa 65 milions d'anys, fins al començament del Quaternari fa uns 1,6 milions d'anys. Tingué un ús molt estès que encara continua avui en dia; tanmateix, la Comissió Internacional d'Estratigrafia en desaconsella l'ús i recomana en canvi una nomenclatura estratigràfica formal. En lloc del Terciari, es recomana subdividir el Cenozoic en els períodes Paleogen i Neogen. En el seu ús habitual, el Terciari inclou cinc èpoques geològiques: el Paleocè, l'Eocè, l'Oligocè, el Miocè i el Pliocè.

## Característiques
El Terciari cobreix aproximadament el temps entre l'extinció dels dinosaures i l'inici de l'època glacial més recent. A principis del període, els mamífers van arrabassar als rèptils la posició de vertebrats dominants. Cada època del Terciari estigué marcada per desenvolupaments importants en els mamífers. Els primers homínids, Proconsul i Australopithecus, feren llur aparició. Els tipus moderns d'aus, rèptils, amfibis, peixos i invertebrats o bé ja existien en començar el període o bé aparegueren poc després. Les famílies modernes de plantes amb flors també varen aparèixer. Els invertebrats marins i els vertebrats marins no mamífers no evolucionaren gaire.
La deriva continental no fou especialment important. Gondwana acabà de fragmentar-se i l'Índia va col·lidir amb la placa eurasiàtica. Amèrica del Sud va connectar-se amb Amèrica del Nord cap a finals del Terciari. L'Antàrtida, que ja estava separada, va arribar a la seva posició actual al pol Sud. Hi va haver una extensa activitat volcànica. El clima es va refredar lentament a partir del Paleocè, passant d'unes temperatures tropicals arreu del món a una extensa glaciació a finals del període.

## Origen i ús del terme
El terme «Terciari» fou usat per primer cop per Giovanni Arduino a mitjans del segle xviii. Va classificar els temps geològics en primitiu (o primari), secundari i terciari a partir de les seves observacions geològiques al nord d'Itàlia. Més tard s'hi va afegir un quart període, el Quaternari. El 1828, Charles Lyell va incorporar el període Terciari en el seu propi sistema de classificació, molt més detallat. Va subdividir el període Terciari en quatre èpoques basant-se en el percentatge de mol·luscs moderns que contenia cada estrat. Va utilitzar noms grecs; Eocè, Miocè, Pliocè antic i Pliocè modern. Malgrat que aquestes divisions semblen adients per a la regió en què es basen (els Alps i les planes italianes), quan el sistema es va ampliar per incloure altres parts d'Europa i Amèrica, es va veure que era inaplicable. Per tant, ja no s'utilitzaren més els mol·luscs com a guia i les èpoques van rebre nous noms i van ser redefinides.
Malgrat que «Terciari» no apareix en les cronologies aprovades per la Unió Internacional de Ciències Geològiques (IUGS) des del 1989, es continua fent servir habitualment.